# Fekete pókmajom
A fekete pókmajom (Ateles paniscus) az emlősök (Mammalia) osztályának a főemlősök (Primates) rendjébe, ezen belül a pókmajomfélék (Atelidae) családjába tartozó faj.

## Előfordulása
A fekete pókmajom elterjedési területe korábban messze északig (egészen Mexikóig) terjedt. Ma főként az Amazonas-menti terület szívében: Guyanában, Brazília északnyugati részén, Peru keleti és Bolívia északi területein találkozhatunk vele.

## Megjelenése

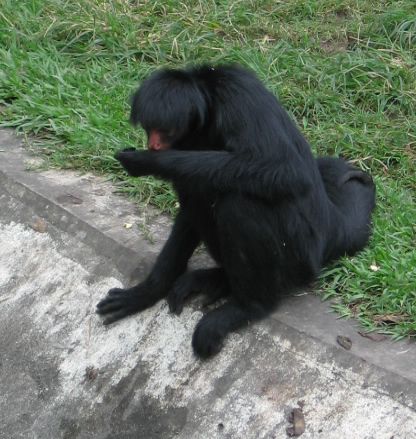
Fekete pókmajom

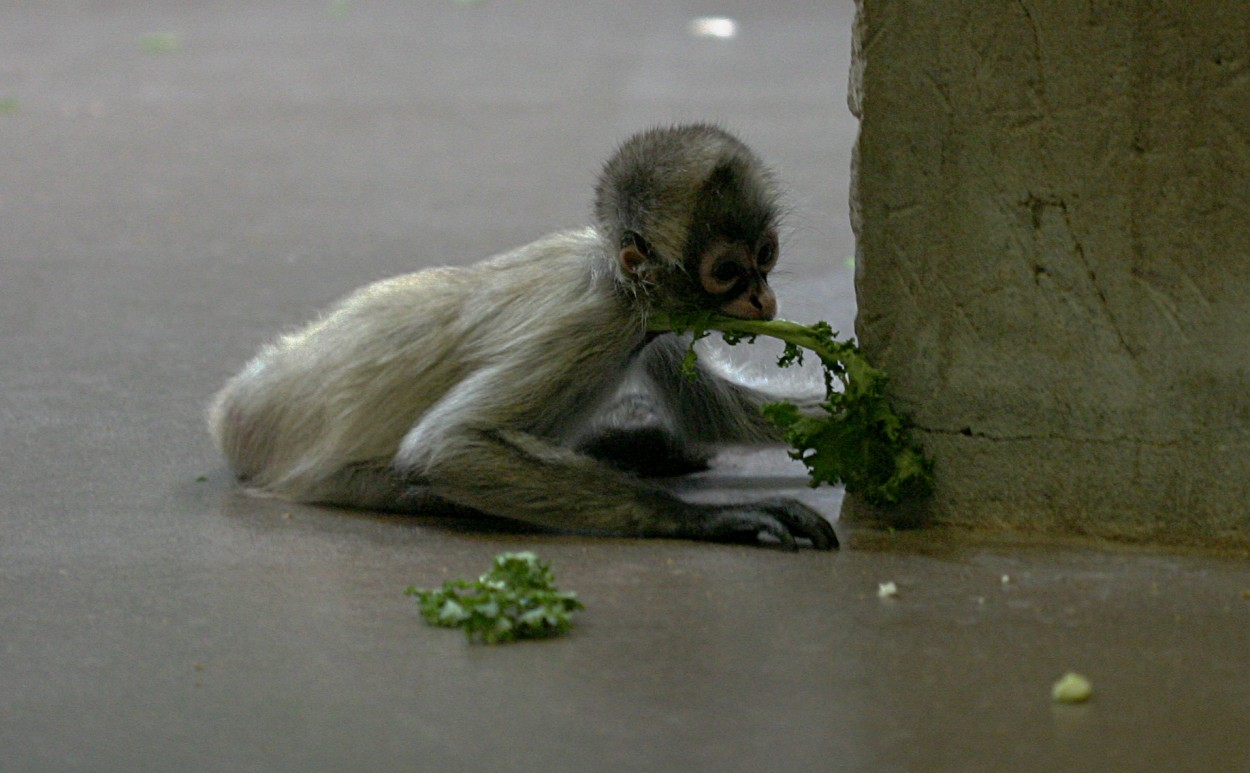
Kicsinye

A hím fej-törzs-hossza 38–58 centiméter, a nőstényé 40–62 centiméter. A hím farokhossza 63–85 centiméter, a nőstényé 64–92 centiméter. A hím testtömege 7,8–9,5 kilogramm, a nőstényé 7,5–8,8 kilogramm. Bundája fekete, pofája csupasz. Kezén négy hosszú, csupasz ujj és egy egészen rövid hüvelykujj; ezek inkább alkalmasak kapaszkodásra, mint tárgyak megfogására. A hátsó végtagok hasonlóak a mellsőkhöz; a lábujjak hosszúak, kapaszkodásra valók; aránytalan hosszuk segít a majomnak egyensúlya megtartásában, ha az ágak között ugrál. A farok a kapaszkodásnál a „harmadik kéz” szerepét tölti be, alsó része csupasz. Az állat még kisebb tárgyak, táplálékdarabok felszedésére és hordására is használja.

## Életmódja
A majom társas lény és nappal aktív. Tápláléka túlnyomórészt makktermések, gyümölcsök, levelek és virágok. A fekete pókmajom legfeljebb 20 évig él.

## Szaporodása
A hím 5, a nőstény 4 éves korára éri el az ivarérettséget. A párzási időszak egész évben tart. A vemhesség 210–225 napig tart, ennek végén egy utód jön a világra.